# Julio González Montemurro
Julio César González Montemurro (1 de diciembre de 1953, Montevideo, Uruguay) es un exfutbolista uruguayo de los años 1970 y 1980 que jugó como guardameta, y que ahora es entrenador.

## Historia
Su infancia se desarrolló en el barrio Buceo de Montevideo.
En el año 1961 comenzó a jugar en el Baby Fútbol (fútbol infantil que se juega en Montevideo) en el club Artigas O' Higgins.
En el año 1966 a la edad de 12 años, fue registrado en la Asociación Uruguaya de Fútbol por el Club Atlético Peñarol para jugar en sus planteles juveniles.
Fue capitán y salió Campeón en todas las categorías del Club Atlético Peñarol.
Debutó en la 1.ª División de Peñarol en Brasil, en febrero de 1973, el mismo día que el goleador histórico del Club, Fernando Morena.
También jugó en los equipos uruguayos de Rentistas, Fénix, Progreso y Darling de Canelones, Danubio, River Plate y Basáñez, equipo este último en el que se retiró como jugador.
Comenzó su carrera de entrenador el año 1985 siendo asistente técnico del Profesor Gregorio Pérez en los equipos uruguayos de Rampla Juniors, Central Español, Montevideo Wanderers, y Selección Juvenil de Uruguay.
En el año 1988 fue uno de los asistentes del Profesor Oscar W. Tabárez en la selección mayor de Uruguay en el inicio del proceso para el Mundial de “Italia 90".
Como entrenador principal dirigió equipos de Uruguay, Honduras, México y Guatemala.
También dirigió la selección mayor de Honduras.
Como entrenador salió Campeón en Uruguay, Honduras y Guatemala.
Entre los títulos más importantes que ha conseguido está el Torneo de Campeones y Vicecampeones de la Unión Centro Americana de Fútbol (U.N.C.A.F.) en dos oportunidades, las dos con el mismo equipo: Olimpia de Honduras, temporada 1990 y temporada1999-2000.
En Honduras ganó La Liga en 1994 con el Victoria de la Ceiba (1.ª y única vez en la historia de este club), y La Liga y La Copa con el Club Deportivo Olimpia en la temporada 1999-2000, completando con este equipo la triple corona: Copa, Liga y Uncaf.
En Guatemala ganó La Copa y la Liga con el Deportivo Jalapa (fue la 1.ª vez en la historia de este club).
También ganó la Liga con Comunicaciones después de 10 torneos que el club no conseguía ese título, y la Copa después de 18 años sin que Comunicaciones pudiera ganarla.
En su paso por Honduras y Guatemala hay una similitud: salió Campeón de Copa y campeón de Liga con equipos llamados Grandes: Olimpia - Comunicaciones y también con equipos del interior: Victoria - Jalapa. En agosto de 2013 se perfila como técnico del Cúcuta Deportivo Fútbol Club S.A., y llega al equipo fronterizo para salvarlo del descenso directo y con el objetivo de mantener la categoría de primera división del fútbol profesional colombiano.

## Clubes con los cuales salió Campeón
| Club                                                                                | País      | Año         |
| ----------------------------------------------------------------------------------- | --------- | ----------- |
| Sub-21 (Reserva) Montevideo Wanderers                                               | Uruguay   | 1987        |
| Montevideo Wanderers. Torneo Competencia (como Asistente Técnico)                   | Uruguay   | 1987        |
| Montevideo Wanderers. Liguilla Pre-Libertadores de América (como Asistente Técnico) | Uruguay   | 1987        |
| Club Deportivo Olimpia UNCAF (Centro América)                                       | Honduras  | 1990        |
| Club Victoria (liguilla)                                                            | Honduras  | 1994–1995   |
| Club Victoria (Liga)                                                                | Honduras  | 1994-1995   |
| Club Deportivo Olimpia (Torneo de Copa)                                             | Honduras  | 1998-1999   |
| Club Deportivo Olimpia (Liga)                                                       | Honduras  | 1998- 1999  |
| Club Deportivo Olimpia (Super-Copa)                                                 | Honduras  | 1998- 1999  |
| Club Deportivo Olimpia UNCAF (Centro América)                                       | Honduras  | 1998 - 1999 |
| Club Deportivo Jalapa (Copa)                                                        | Guatemala | 2006        |
| Club Deportivo Jalapa (Liga)                                                        | Guatemala | 2007        |
| Club Social y Deportivo Comunicaciones (Liga)                                       | Guatemala | 2008 - 2009 |
| Club Social y Deportivo Comunicaciones (Copa)                                       | Guatemala | 2008 - 2009 |

## Referencia de cuadros dirigidos
| Club                            | País      | Año         |
| ------------------------------- | --------- | ----------- |
| Huracán Buceo                   | Uruguay   | 1989        |
| Olimpia                         | Honduras  | 1990        |
| Atlético Basánez                | Uruguay   | 1991        |
| Petrotela                       | Honduras  | 1992 - 1993 |
| Selección de fútbol de Honduras | Honduras  | 1993        |
| Deportivo Victoria              | Honduras  | 1993 - 1996 |
| Puebla F. C.                    | México    | 1997 - 1998 |
| Olimpia                         | Honduras  | 1999        |
| Olimpia                         | Honduras  | 2000        |
| Deportivo Motagua               | Honduras  | 2001        |
| Cobán Imperial                  | Guatemala | 2002 - 2004 |
| Comunicaciones                  | Guatemala | 2004        |
| Deportivo Jalapa                | Guatemala | 2005 - 2008 |
| Comunicaciones                  | Guatemala | 2008 - 2010 |
| Cúcuta Deportivo                | Colombia  | 2013        |